# Titanochrysa
Titanochrysa is een geslacht van insecten uit de familie van de gaasvliegen (Chrysopidae), die tot de orde netvleugeligen (Neuroptera) behoort.

## Soorten
- T. circumfusa (Burmeister, 1839)
- T. chloros de Freitas & Penny, 2001